# Höhlenassel
Die Höhlenassel (Proasellus cavaticus, Syn.: Asellus cavaticus) ist eine Assel aus der Familie Asellidae. Die Höhlenassel wurde vom Verband der deutschen Höhlen- und Karstforscher zum Höhlentier des Jahres 2014 gewählt.

## Merkmale
Die Asseln haben eine Körperlänge von 5 bis 8 Millimetern. Ihr durchscheinend gänzlich unpigmentierter und dadurch weißer Körper ist deutlich schmäler als der der Wasserassel (Asellus aquaticus). Ihr Pleotelson ist geringfügig länger als breit. Augen sind keine ausgebildet.

## Vorkommen und Lebensweise
Die Höhlenasseln kommen in Deutschland, Frankreich, der Schweiz, Nordösterreich, Tschechien und Belgien sowie in Südengland vor. Sie besiedeln unterirdische Gewässer wie etwa Höhlenbäche, das Grundwasser und selten Quellen. Von dort aus gelangen sie auch in Brunnen und in die Wasserversorgung.  Es handelt sich um Troglobionten, die außerhalb der unterirdischen Lebensräume nicht überleben können. Die Tiere leben in kühlem Süßwasser, Wassertemperaturen über 16 Grad Celsius überleben sie nicht. Als Nahrung wurde morsches Holz und in Gefangenschaft fauliges Laub festgestellt, wobei sie nicht viel Nahrung zu sich nehmen. Sie bewegen sich im Allgemeinen flinker als die Wasserassel und reagieren scheu auf Berührung oder stärkere Wasserbewegungen.
Die Art lebt in Süd- und Mitteldeutschland und ist hier vom Aussterben bedroht (Rote Liste 1). Der Bestand ist von einem mäßigen Rückgang betroffen.

## Arten mit ähnlicher Lebensweise
Es gibt auch Populationen der gewöhnlichen Wasserassel, die unterirdisch leben und wenig oder nicht pigmentiert sind. In Deutschland kommt noch eine weitere höhlenbewohnende Asellidae vor, Proasellus slavus.

## Belege